# مدرسه حقوق دانشگاه شیکاگو
مدرسه حقوق دانشگاه شیکاگو مدرسه عالی حقوق در دانشگاه شیکاگو است. این مدرسه در سال ۱۹۰۲ از سوی ائتلافی از اهداکنندگان کمک مالی به رهبری جان دیویس راکفلر تأسیس شد.
یواس نیوز اند ورلد ریپورت شیکاگو را در بین مدارس حقوق آمریکا در جایگاه چهارم رتبه‌بندی می‌کند، و این مدرسه به خاطر اثرگذاریش بر تحلیل اقتصادی قانون شناخته می‌شود.